# Kvinnor under den viktorianska tiden

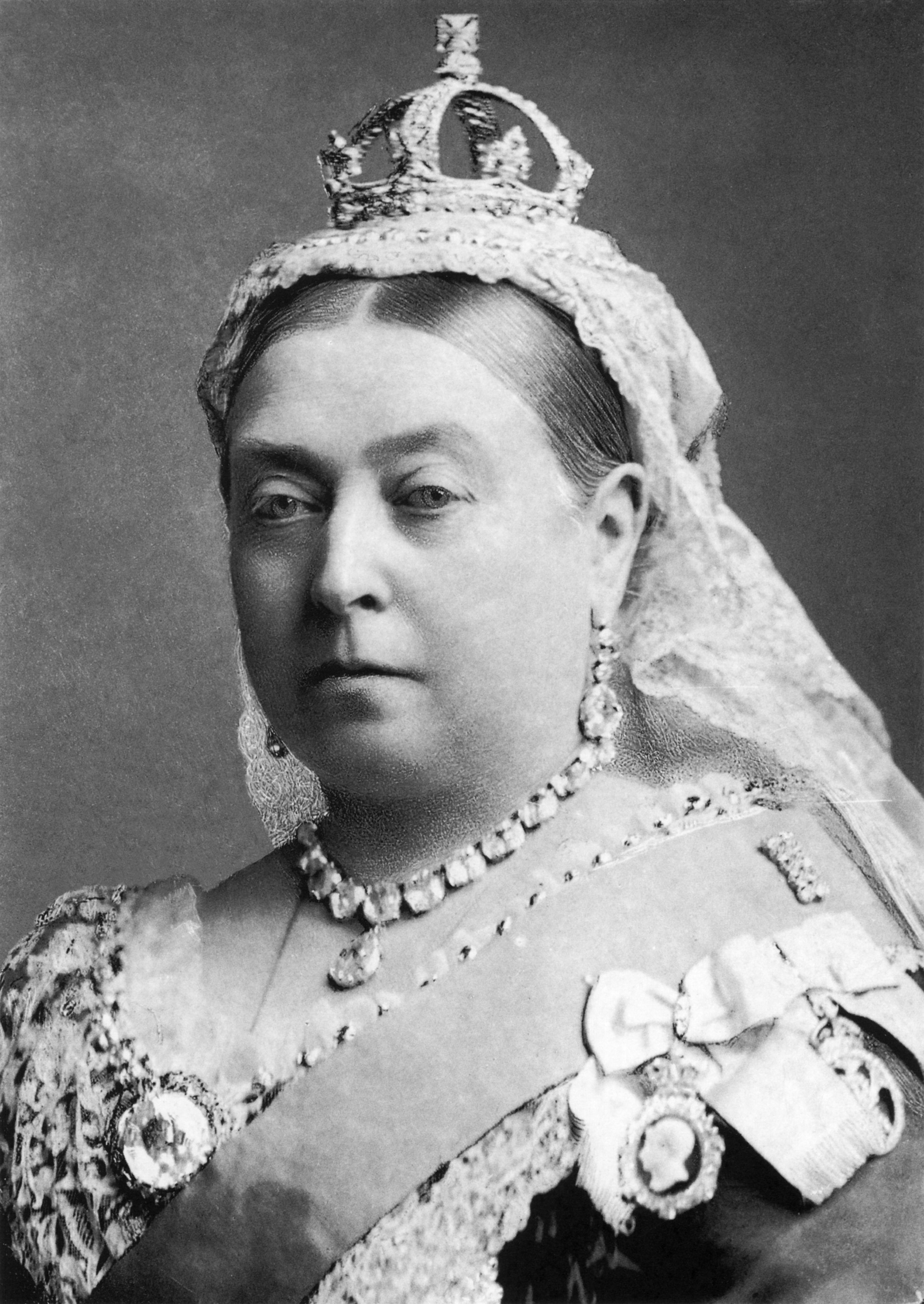
drottning Viktoria

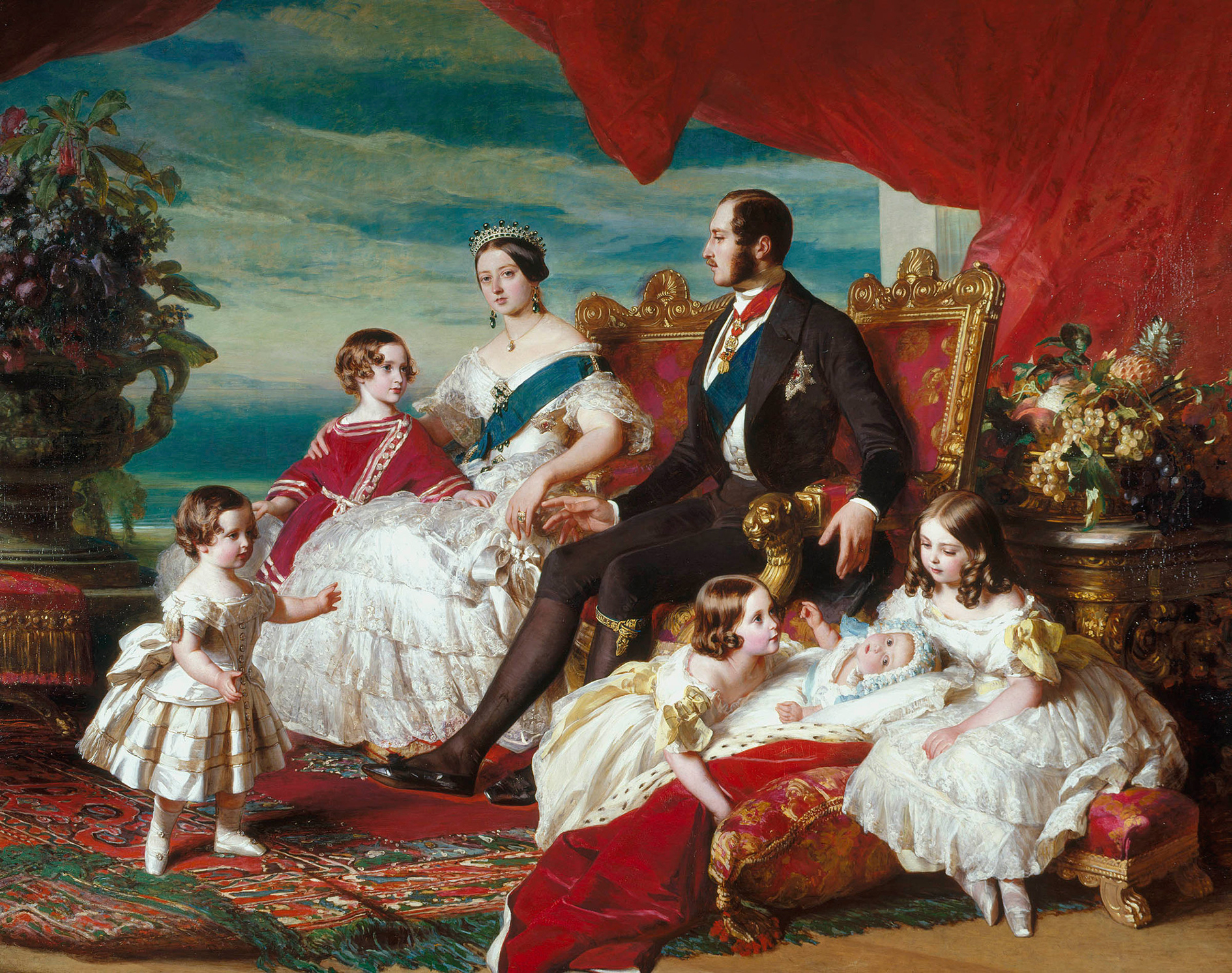
Franz Xaver Winterhalter Family of Queen Victoria

Synen på kvinnor i Storbritannien under drottning Viktorias regeringstid (1837–1901) påverkade könsroller och kvinnoideal internationellt under samtiden, då det brittiska imperiet gjorde Storbritannien till en världsmakt och dess kultur influerade hela världen. Det brittiska kvinnoidealet under den viktorianska tiden påverkade främst Västvärlden men spred sig med kolonialismen även till den övriga världen. 
Historiografiskt har kvinnors ställning under den viktorianska eran betraktats som en illustration av diskrepansen mellan Storbritanniens globala makt och rikedom och den fattigdom och sociala misär som samtidigt rådde nationellt. Trots att den viktorianska epoken har fått sitt namn efter en kvinnlig monark, drottning Viktoria, som blev dess vördade symbol, saknade viktorianska kvinnor rösträtt och stod under sin makes förmynderskap, och det officiella idealet föreskrev att kvinnor skulle leva ett diskret privatliv tillägnat hem och familj. 
Parallellt växte antalet arbetande kvinnor samtidigt enormt, då de blev omtyckta arbetare i den industriella revolutionens fabriker, eftersom det var accepterat för arbetsgivare att betala kvinnor lägre lön än män. Den viktorianska sexualmoralen är berömd för sin prydhet och utgick från en enorm dubbelmoral: den utgick från tanken att en mans hälsa var beroende av sexuellt fysiskt utlopp, medan en kvinna som kände sexuellt behov var moraliskt fördärvad. Vid sidan av detta ideal fick den växande fattigdomen och misären under industrialiseringen prostitutionen att växa. Synen på kvinnor utgick från ett enormt fokus på könsskillnader, där könen i allting skulle vara varandras motsatser. 
Den viktorianska eran ledde samtidigt också till en reaktion mot idealet om könens motsatser, och blev slutligen också den epok när kvinnor började organisera sig i den första vågens feminism och arbeta för jämlikhet mellan könen och reformer i kvinnors lagliga rättigheter i allt från att rättsligt och ekonomiskt jämställa könen till att reformera klädedräkten. Det var ett arbete som började under den viktorianska tidsepoken och som också började bära frukt i slutet av den. Det viktorianska kvinnoidealet ersattes med hjälp av feminismen av den Nya Kvinnan vid 1900-talets början. 

## Könsroller och ideal

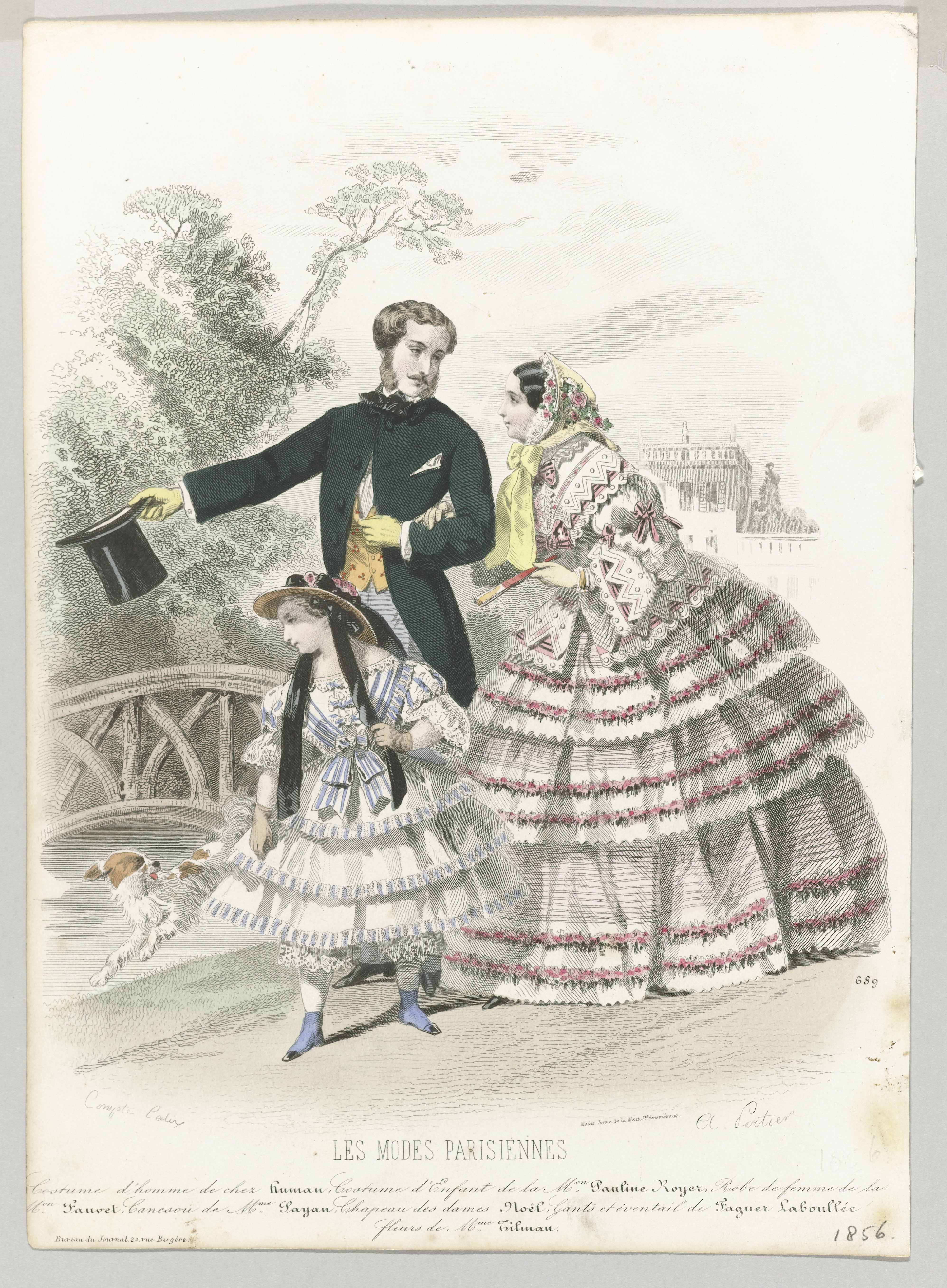
Modet avbildade det rådande idealet, som skulle framställa könen som så olika som möjligt. Franskt modemagasin, Les Modes Parisiennes, från 1856.

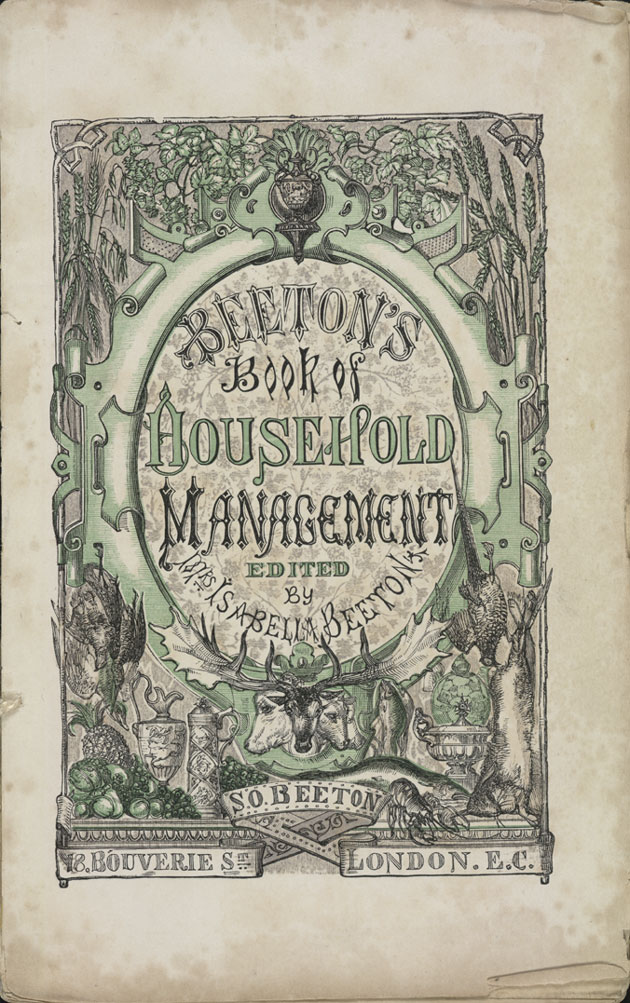
Isabella Beeton - Mrs Beeton's Book of Household Management - title page

Den viktorianska epoken började med drottning Viktorias tronbestigning år 1837, och slutade med hennes död 1901. Viktoria var en symbol för hela tidsepoken, som betraktades med stor vördnad och respekt, och blev ett samtida kvinnoideal. Samtidigt innebar hennes ställning som monark och statschef en paradox. Viktoria levde ett i högsta grad offentligt liv, även om hon i den brittiska konstitutionella monarkin saknade politisk makt. Detta stod i stark kontrast till det kvinnoideal som utvecklades under hennes regeringstid. Samtidigt levde hon vad som åtminstone officiellt beskrevs som ett idealiskt familjeliv, och det var hennes familjeliv som framhävdes som ideal för samtida kvinnor. 

### Kvinnoidealet
Det viktorianska kvinnoidealet var inte en fortsättning på ett tidigare kvinnoideal, utan ett nytt, som först hade introducerats av Rousseau men som fick sitt slutgiltiga genomslag först vid denna tid. Idealet var att så mycket som möjligt peka på skillnader mellan könens preferenser, beteende och behov i alla tänkbara sammanhang, och framhäva könen som kompletterande motsatser. 
Medan män var aktiva, skulle kvinnor vara passiva; medan män var nyktra och logiska, skulle kvinnor vara känslosamma och irrationella; medan män skulle ta till sig den nya tidens vetenskap, väntades kvinnor upprätthålla den religion som säkerställde samhällets moral; medan män var fysiskt starka och hälsosamma, skulle kvinnor vara svaga och med bräcklig hälsa. 
Yrken och fritidsaktiviteter sorterades följaktligen in i manliga och kvinnliga, och passande eller opassande för respektive kön. Denna princip illustrerades i klädmodet, som tydligt visade idealet att göra könen så olika som möjligt. Även möbler och till och med rum könsbestämdes: matsalen var till exempel ett "manligt rum", medan salongen var ett kvinnligt.
Skönhetsidealet var att en kvinna skulle se ömtålig och bräcklig ut för att väcka beskyddarinstinkter. Det blev modernt för kvinnor att svimma för minsta påfrestning, antingen för att understryka fysisk bräcklighet eller emotionell rörelse. 
Den viktorianska kvinnan var enligt idealet skapad för privatlivet i hemmet. Hennes känslomässiga natur ansågs vara mest lämpad för att ägna sig åt att vårda relationerna till sina familjemedlemmar, vilket gav henne känslomässigt utlopp, och åt att sköta om hemmet, som bidrog till hennes familjs trivsel. En ogift kvinna förväntades därmed ha som sitt högsta mål att bli gift, för att därmed kunna uppnå detta mål med en egen familj och hem att vårda. Denna syn bidrog till att kärleksäktenskapet blev det nya idealet under romantikens era, men också till att misslyckandet att gifta sig och bli en "gammal ungmö" sågs som en tragedi. En viktoriansk kvinna inom över- eller medelklassen skulle presenteras i sällskapslivet då hon blev vuxen, vilket innebar att hon deltog i baler och andra evenemang i syfte att attrahera friare och gifta sig. Ett misslyckande sågs som ett misslyckande att uppfylla hela sin funktion som kvinna. 
En ogift kvinna skulle då få utlopp för sina vårdande emotionella kvaliteter genom att spela sin "moderliga" roll på annat sätt, som genom att hjälpa kvinnliga släktingar med deras barn, vårda äldre anhöriga i hemmet, ägna sig åt välgörenhet eller att ta ett "vårdande" yrke som sjuksköterska eller lärare. Att flytta hemifrån som ogift kvinna sågs dock som skandalöst för en kvinna som inte var absolut ekonomiskt tvungen.

### Den viktorianska hustrun
Den viktorianska idealfamiljen beskrev mannen som familjens överhuvud, som representerade familjen utåt. Kvinnan ansågs dock ha en i teorin lika viktig roll att fylla som den som representerade familjens privatliv, och tog hand om dess inre hälsa, rekreation och välmående. Den ideala viktorianska hustrun beskrevs som självuppoffrande och tålmodig: som ett troget stöd för sin make, och som en ömsint och känslosam mor, som kompenserade barnet för faderns stränghet. Medan fadern skulle försörja familjen sågs det som moderns uppgift att ge barnen deras moraliska fostran. Moderns uppgift uppfattades därmed av viktorianerna som en av de viktigaste hörnstenarna för samhällets stabilitet, då barnen var samhällets framtid, och kvinnorna därmed i förlängningen uppfattades ge hela samhället dess moral.  
Trots att idealet om motsatsen mellan könen framställde mannen som intelligent och kvinnan följaktligen som motsatsen, togs kvinnans uppgift att ta hand om hushållet på stort allvar och ansågs som en uppgift som krävde klokhet. Ett hushåll inom medel- eller överklassen hade en stor tjänarstab av både manliga och kvinnliga anställda som hustrun förväntades sköta ensam. Hushållsböcker utkom i ämnet om hur en kvinna skulle bli en god hustru och husmor. Den kanske mest berömda var Isabella Beetons Mrs Beeton's Book of Household Management (1861), och den refererade till en hustru som en "Hushållsgeneral" och tjänarstaben som hennes armé. 
Att kvinnan sågs som menad för privatlivet var inte samma sak som att hon inte skulle vara synlig offentligt. Sällskapslivet, som tillhörde privatlivet och där kvinnan spelade en viktig roll, utspelade sig också i det offentliga rummet. En hustru förväntades representera familjen vid makens sida i det offentliga sällskapslivet, där hon skulle hjälpa honom att knyta värdefulla yrkeskontakter. Hustrun skulle genom sina dyrbara kläder i senaste mode och sina kulturella kunskaper demonstrera den rikedom och bildning som hela familjen lyckades uppnå genom makens framgång under den industriella revolutionen. 
Det viktorianska kvinnoidealet har kallats "Husets ängel" efter den populära dikten The Angel in the House av Coventry Patmore, som publicerades 1854 och som beskrev detta ideal, och har sammanfattats som den så kallade Cult of domesticity.

## Den viktorianska sexualmoralen

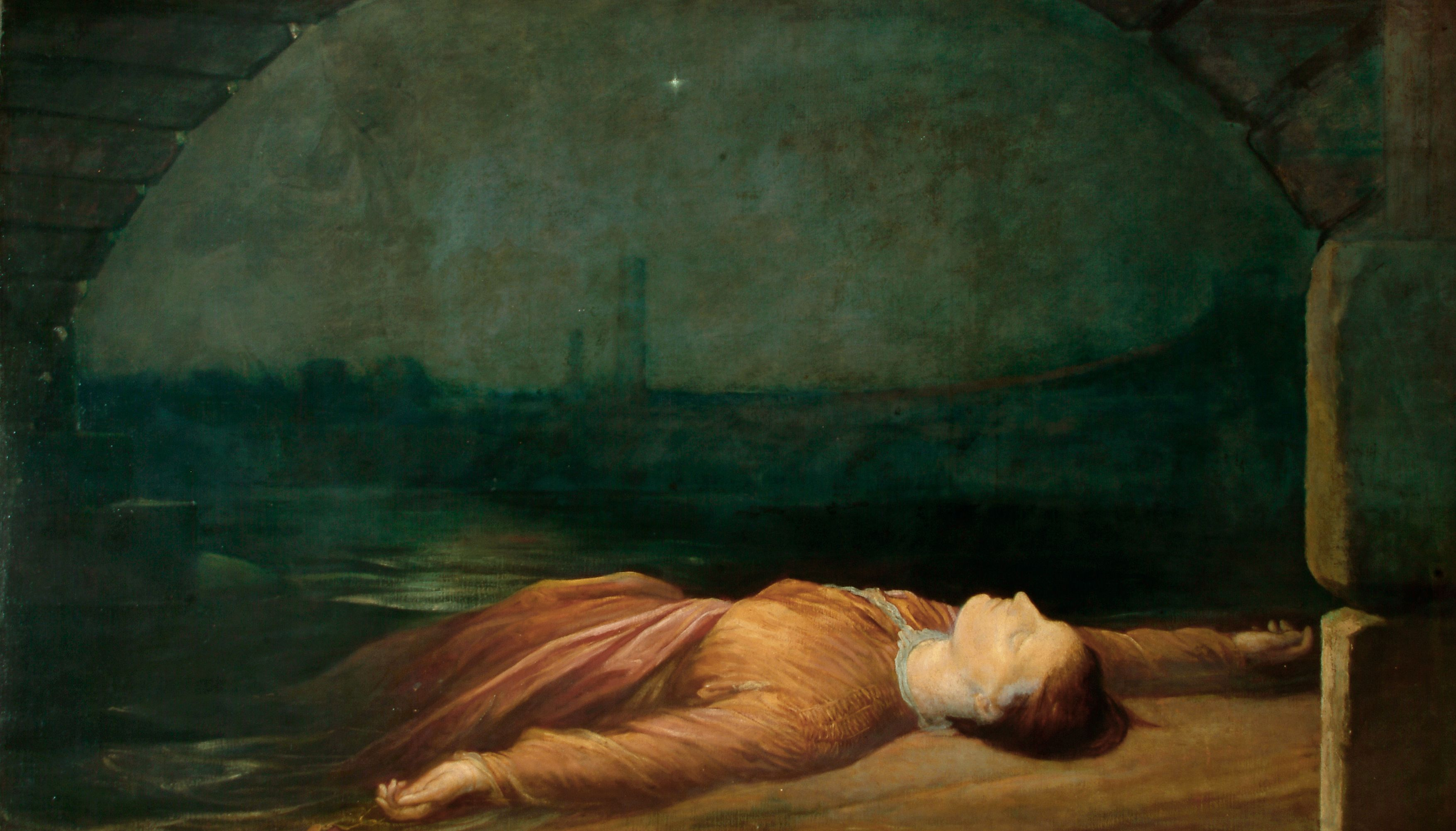
George Frederick Watts; Found Drowned, 1850. Den samtida sexualmoralen dikterade att självmord var bättre än ett "öde värre än döden", det vill säga sex utanför äktenskapet.

Den viktorianska tiden är berömd för sin puritanska sexualmoral. Alla former av hänsyftningar på sexuell aktivitet ansågs vara omoraliska. Detta avspeglades till och med sådant som möbler, då tidens möbelmode föreskrev att benen på både stolar, bord och soffor skulle täckas med kjolar, för att inte associera till mänskliga ben. Kvinnors underbyxor kallades för "de onämnbara".
Synen på könen som varandras motsatser i allt tog sig också uttryck på det sexuella planet. Medan män ansågs ha en naturlig, ständigt hög kroppslig sexdrift, som de hade svårt att kontrollera och behövde tillfredsställa för sin hälsas skull, ansågs kvinnor av naturen ha en låg och svag sexdrift, som utgick från deras känslor snarare än deras kroppar, och som de utan problem kunde avstå ifrån. Detta innebar inte att kvinnor totalt ansågs sakna sexuell lust. Eftersom kvinnors lust utgick från deras känslor, ansågs de kunna känna sexuell lust om deras känslor väcktes: det vill säga om de blev förälskade. Kärleksäktenskapet var därför ett stort ideal under denna tid, medan äktenskapet tidigare hade varit en mer praktisk angelägenhet. Ren fysisk lust utan känslor ansågs dock vara ett manligt fenomen, och kvinnor som kände ett sådant sexuellt behov kunde bedömas som onaturliga, mental sjuka, "moraliskt fördärvade" och betecknas som fallna kvinnor.
Harriet Mordaunt blev år 1868 förklarad sinnessjuk efter att hon hade erkänt för sin make att hon varit otrogen med ett flertal olika män, varpå han begärde att hon skulle sinnesundersökas under deras skilsmässorättegång. 
Viktoriansk litteratur var full av olyckliga slut och varningar för konsekvenserna för den kvinna som blev förförd, begick äktenskapsbrott, utsattes för en våldtäkt eller på något sätt, oavsett omständigheter, hade haft sex med en man hon inte var gift med. En sådan kvinna beskrevs som en "fallen kvinna", vilket sågs som "ett öde värre än döden" och något som fiktiva hjältinnor hellre begick självmord än råkade ut för. Utöver det sociala stigmat en kvinna som blivit påkommen med utomäktenskaplig sexualitet kunde utsättas för, fanns de reella potentiella konsekvenserna av graviditet, en risk som användes flitigt i litteraturen som varning. 
Skillnaden i synen på manlig och kvinnlig sexualitet resulterade i en stor dubbelmoral, som understöddes av samtida vetenskap och psykiatri. Eftersom män ansågs ha ett naturligt kroppsligt behov av sex, som måste tillfredsställas för att inte leda till sjukdom, samtidigt som kvinnor avråddes från alla sexuella känslor och samliv utanför äktenskapet, sågs det som en naturlig följd att män fick utlopp för sina sexuella behov hos prostituerade kvinnor. 

### Prostitution
Den sexuella dubbelmoralen fick sitt uttryck i synen på prostituerade kvinnor, som uppfattades som "fallna", "förstörda" och moraliskt lågt stående. 
Den sociala misär som den industriella revolutionen hade åstadkommit resulterade i en växande prostitution, som fick sin näring av den sexuella dubbelmoral som godkände att män besökte prostituerade, samtidigt som den gav de prostituerade ensamma skulden för det moraliska samhällsproblem sexhandeln ansågs vara. Spridningen av sexuella sjukdomar som blev följden resulterade i den så kallade reglementerade prostitutionen i form av Contagious Diseases Acts, då prostituerade kvinnor registrerades och underkastades regelbundna tvångsundersökningar. 
Den reglementerade prostitutionen blev en symbol för den sexuella dubbelmoralen, och systemet avskaffades 1886 efter påtryckningar från kvinnorörelsens Ladies National Association for the Repeal of the Contagious Diseases Acts under Josephine Butler.

## Rättslig ställning
I Storbritannien blev ogifta kvinnor myndiga vid tjugofem års ålder och därmed lagligt sett fria att sköta sina egna angelägenheter, även om den viktorianska moralen såg det som en skandal om en ogift kvinna ur medel- eller överklassen använde sig av den rätten. 
En gift kvinna var däremot oavsett ålder omyndig och stod under sin makes förmynderskap, coverture. I samma ögonblick en kvinna gifte sig, blev hennes egendom automatiskt hennes makes egendom. Maken hade enligt lag full kontroll över sin hustrus kropp, hennes barn (även om det inte var hans egna biologiska barn) hennes pengar och arbetsinsats, och om hon hade ett arbete, var det han som tog emot hennes lön. 
Enda sättet för en gift kvinna att kontrollera sin egendom var att upprätta ett äktenskapsförord som gav henne en sådan rätt före giftermålet, medan hon ännu var myndig. Sådana äktenskapsförord gjordes dock som regel mest av änkor som gifte om sig. 
Socialreformatorerna under 1800-talet arbetade för att hjälpa kvinnor som var utsatta för hustrumisshandel. Den första lagen mot hustrumisshandel, Criminal Procedure Act 1853, förbjöd inte men begränsade det våld en äkta make kunde bruka mot sin hustru. Att tala om vad som ansågs vara privatlivet ansågs dock opassande i den viktorianska moralen, och socialreformatorerna fick inrikta sitt arbete mot fall inom enbart arbetarklassen. Custody of Infants Act 1839 gjorde det möjligt för en mor att få vårdnaden om barnen vid skilsmässa om hon bedömdes ha god moral, och Matrimonial Causes Act 1857 gav för första gången kvinnan rätt att ansöka om skilsmässa med hänvisning till misshandel. Custody of Infants Act 1873 gjorde det för första gången möjligt för alla mödrar att få vårdnaden om barnen vid skilsmässa, och 1878 fick en frånskild kvinna rätt till underhåll för sig och barnen. 
I Storbritannien avskaffades coverturelagen genom en serie reformer 1870-1893: Married Women's Property Act 1870 tillät gifta kvinnor att ärva och äga egendom och motta lön i eget namn; Married Women's Property Act 1882 tillät gifta kvinnor att förfoga över sin egendom utan makens tillstånd; Married Women's Property Act 1884 tillät gifta kvinnor att uppträda i domstol och bli en egen juridisk person; och Married Women's Property Act 1893 avskaffade i praktiken coverturelagen genom att jämställa gifta kvinnors rättigheter med ogifta kvinnors. 
Änkor var myndiga och hade laglig rätt att själv bestämma över sin egendom, och att änkor ägnade sig åt affärer upplevdes inte som utmanande mot könsrollerna eftersom änkor av tradition i sådana sammanhang uppfattades göra sin plikt mot familjen genom att se till dess intressen.

## Utbildning

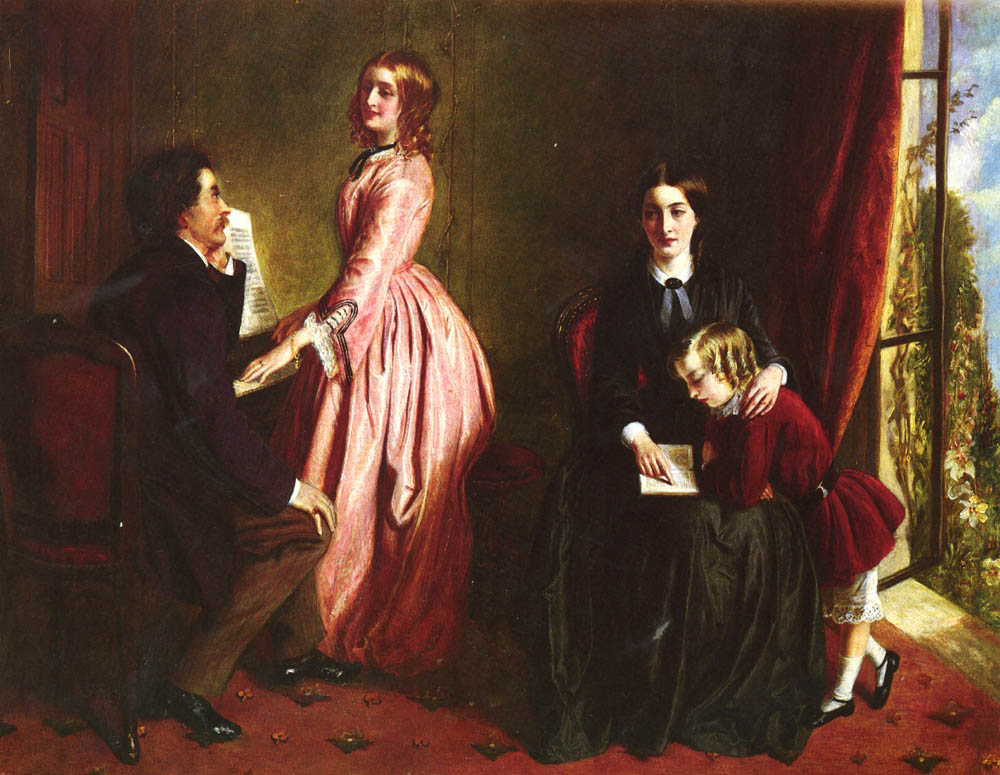
Rebecca Solomons målning The Governess från 1851. Guvernanten sittande till höger.

Idealet föreskrev att kvinnor skulle gifta sig och sedan ägna sitt liv åt att ta hand om sin familj i hemmet. Även kvinnor som inte lyckades gifta sig förväntades tillbringa sitt liv i hemmet och stödja gifta kvinnliga släktingar i deras hemliv. Därmed ansågs formell utbildning inte nödvändig för kvinnor. 
Flickor placerades istället i en flickpension eller en flickskola som lade fokus på vad de behövde kunna som en idealisk hustru: grundläggande allmänbildning, hushållskunskaper och "sällskapstalanger", det vill säga okontroversiella och ytliga kunskaper inom främst konst och kultur som kunde användas för att attrahera en make och sedan för att underhålla hans gäster i sällskapslivet. Den bildning som gavs i dessa flickskolor kunde oftast inte användas till att utöva något annat yrke än att själv grunda eller ta anställning vid en flickskola eller bli guvernant och vidarebefordra samma bildning. 
Under viktoriansk tid utvecklades dock allteftersom flickskolorna till att inkludera fler och fler ämnen och höja nivån tills de alltmer började närma sig pojkskolornas kunskapsnivå. Utvecklingen startades i Storbritannien med grundandet av Queen's College och Bedford College 1848–1849. Det gjordes till en början för att höja bildningsnivån på guvernanter, men det ledde så småningom till att kvinnorörelsen krävde utökade utbildningsmöjligheter för kvinnor, och att flickor och kvinnor inkluderades i det allmänna utbildningssystemet och vid universiteten.
Efter den stora utbildningreformen 1870 började alla skolor som inte motsvarade statens krav på seriös utbildning att stängas, och flickskolorna hade efter detta krav på sig att motsvara dessa riktlinjer. År 1869 grundades Girton College, Cambridge, som lade vägen för universitetsutbildning för kvinnor, en reform som infördes 1876. Att studera vid ett universitet tillsammans med män var dock kontroversiellt och inte sett som helt respektabelt förrän flera decennier efter att det på papperet blev tillåtet att göra det.

## Offentligt engagemang
Även om det privata hemlivet sågs som kvinnans ideala, var det inte otänkbart för en kvinna att bli respekterad och beundrad som offentlig person. Florence Nightingale och Grace Darling var exempel på kvinnor som nådde stor berömmelse. Det avgörande var om kvinnan var verksam inom ett område som ansågs vara "kvinnligt", eller om hon rivaliserade med män på ett "manligt" område. 
Att ägna sig åt välgörenhet ansågs vara ett respektabelt område för en kvinna att uppnå sina ambitioner på, och att uppmärksammas för välgörande ändamål, eller ämnen som kunde uppfattas som sådana, var ett område där kvinnor kunde vara offentligt verksamma, utmärka sig och driva samhällsfrågor utan att tilldra sig ogillande. Inom ramen för välgörenhet kunde kvinnor uppvakta myndigheter för att till exempel grunda sjukhus och skolor i fattiga områden, och organisera ideella myndigheter där de fungerade som föreståndare, direktörer och på andra positioner med ansvar och makt. Kravet för respektabilitet var dock att detta arbete skulle vara ideellt, vilket symboliserade att verksamheten trots allt ändå tillhörde privatlivet.
1800-talet var ett sekel där kvinnor organiserade sig i samhällslivet genom föreningsverksamhet och grundade en mängd organisationer. Till att börja med skedde detta inom den accepterade ramen för kvinnorollen och bestod av välgörenhetsföreningar där kvinnor offentligt utövade vad som sågs som deras barmhärtighetsideal, men under andra hälften av 1800-talet började välgörenhetsföreningarna övergå i politiska kvinnoföreningar och utvecklades till den första vågens kvinnorörelse, som började uppvakta myndigheterna för reformer i kvinnors lagliga rättigheter.

## Yrkesliv

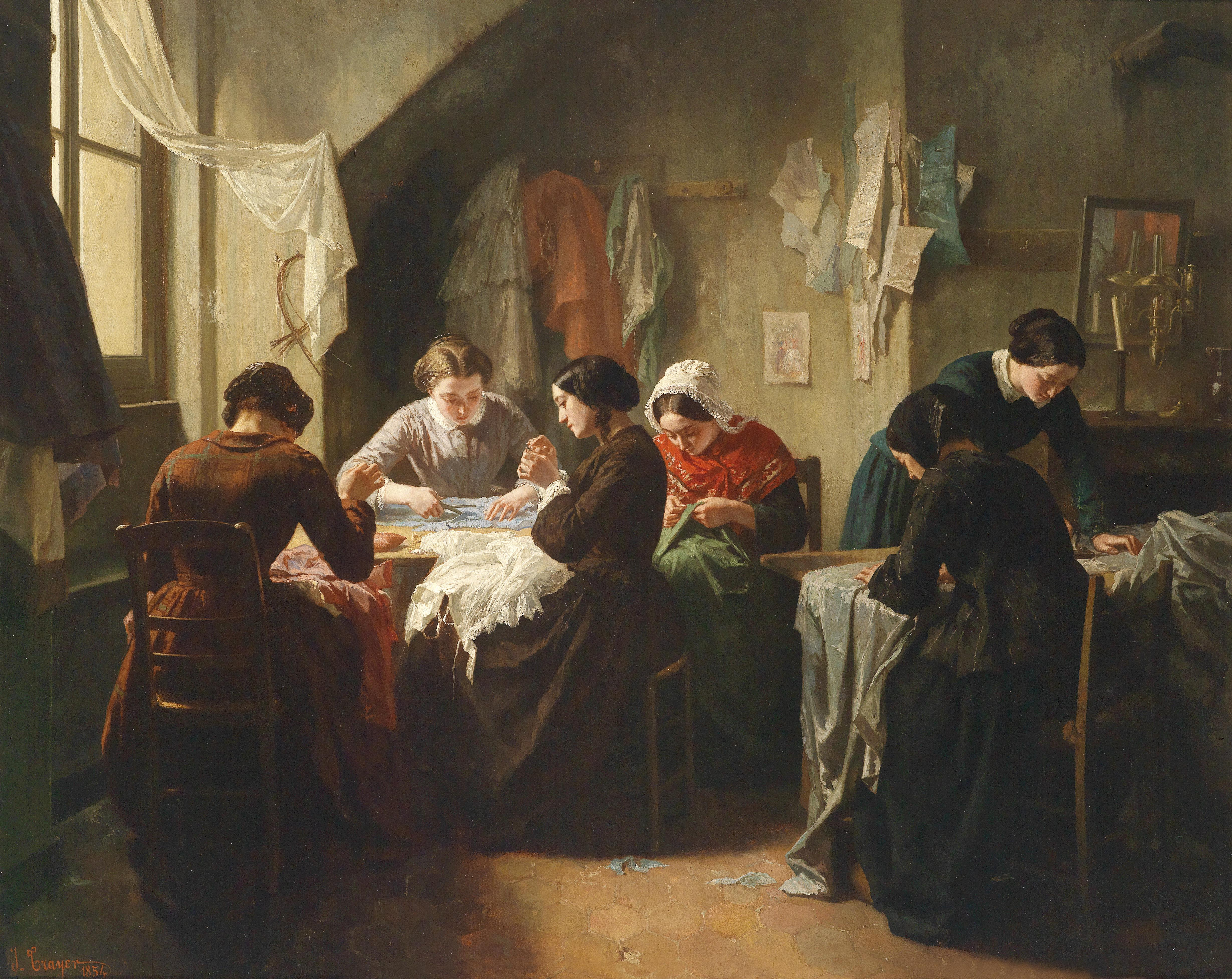
Jean Baptiste Jules Trayer; bretonska sömmerskor, 1854

En viktoriansk kvinna förväntades bara yrkesarbeta om hon var tvungen och inte hade några släktingar som kunde försörja henne. Kvinnors yrkesval var inte bara begränsat av bristen på utbildning, utan också utifrån normen om vad som var ett "kvinnligt yrke". De enda yrken som en medel- eller överklasskvinna kunde ha var i princip det som sällskapsdam eller som lärare (antingen i form av guvernant eller som föreståndare eller anställd vid en flickskola), såvida hon inte kunde bli verksam inom de konstnärliga yrkena som författare, översättare eller målare. Att vara verksam som underhållare i form av sångare, skådespelare eller dansare ansågs under denna tid inte vara helt och hållet respektabelt. Anställningsbyråer för kvinnor, som Society for Promoting the Employment of Women, började öppna för att underlätta för medelklasskvinnor som tvingades söka anställning, och välgörenhetsföreningar som Governesses' Benevolent Institution för att verka för bättre arbetsförhållanden. 
Läkaryrket öppnades för kvinnor under den viktorianska tiden men ansågs inte passande. Istället lyckades Florence Nightingale ersätta yrket sjukhuspiga med ett nytt yrke: den utbildade sjuksköterskan, som blev mer respekterat än det som läkare då det ingick i kvinnorollens barmhärtighetsideal. 

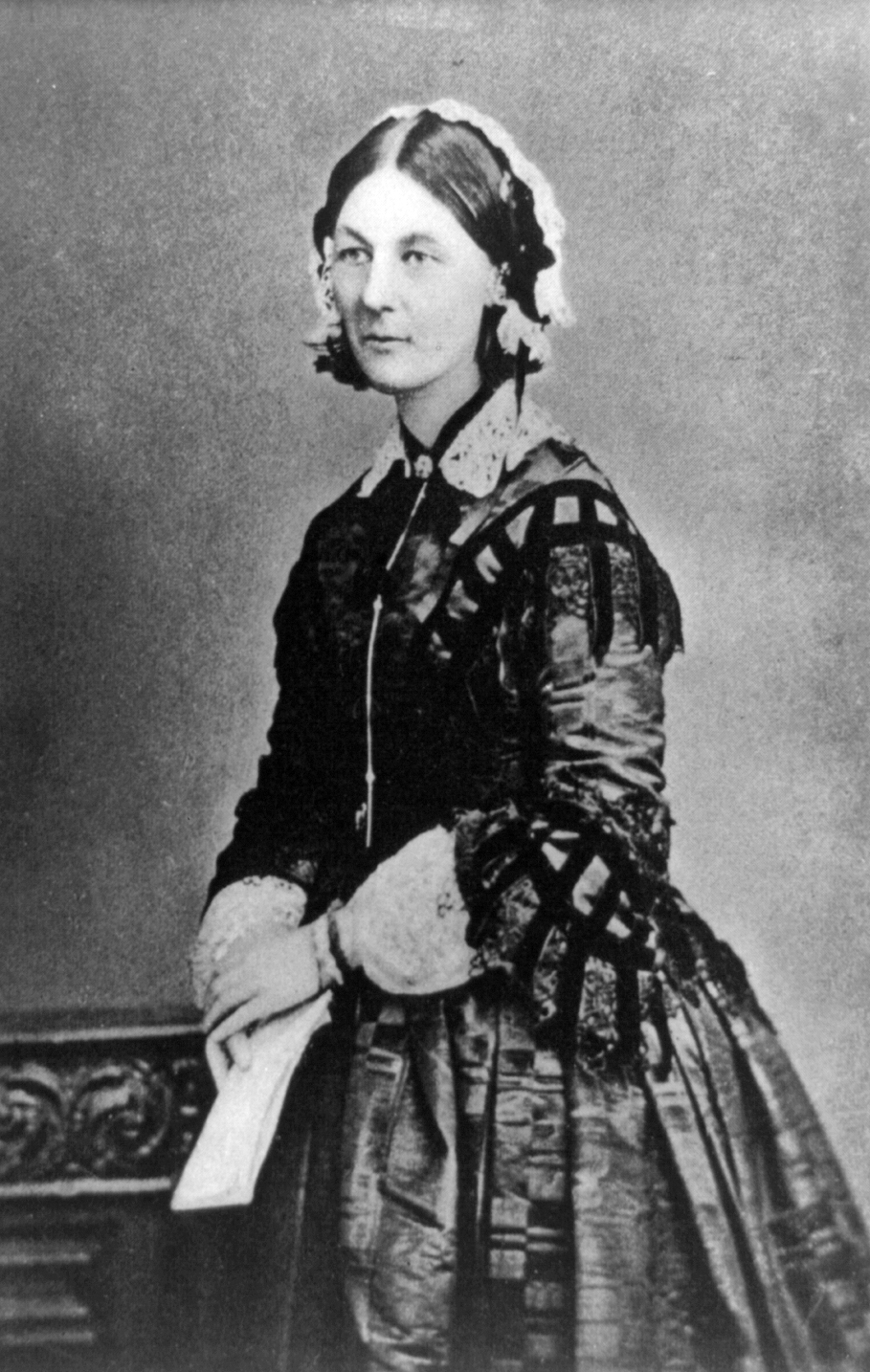
Florence Nightingale.

Arbetarkvinnor anställdes som tjänsteflickor i en rad olika hushållstjänster: alltifrån kammarjungfrur, barnsköterskor, hushållerskor, kokerskor och husor, vilket var yrken som i princip krävde att den anställda var bosatt hos sin arbetsgivare och i tjänst dygnet runt. Det fanns också hushållsyrken som inte hade tjänarstatus, så som att tvätta eller sy kläder. 
Att arbeta som sömmerska var ett så tydligt definierat feminint yrke att det under den viktorianska tiden närmast sågs som en synonym för ett respektabelt kvinnoyrke. Dess respektabla status och det faktum att det kunde utövas hemma gjorde dock att det rådde en sådan svår konkurrens att de flesta sömmerskor fick arbeta närmast hela dagen och ändå bara nätt och jämnt tjänade tillräckligt för att försörja sig. Sömmerskornas arbetsförhållanden blev under 1840-talet föremål för en stor offentlig debatt. 
Fram till Mines and Collieries Act 1842 arbetade både kvinnor och barn även inom gruvindustrin. Detta upphörde genom den nya lagen, men jordbrukskrisen under 1860-talet, den exploderande industrialiseringen och bristen på alternativ, gjorde att kvinnor sökte anställning inom fabriksindustrin i stort antal. Kvinnor var mycket omtyckta som arbetare inom industrin, eftersom arbetsgivare kunde betala dem lägre lön än män för samma arbete, då de var så desperata att de gick att pressa hårt.
Under industrialiseringens gång uppkom nya yrken som telegrafist, telefonoperatör, sekreterare, bokhållare och butiksbiträde. I slutet av den viktorianska tiden uppkom alltfler yrken för kvinnor i takt med att universiteten öppnades för kvinnor.